# Szeroka Przełęcz Bielska
Szeroka Przełęcz Bielska, Szeroka Przełęcz (słow. Široké sedlo, Široké pole, niem. Breiter Sattel, Breites Feld, węg. Szélesmező) – przełęcz położona na wysokości 1827 m n.p.m. (według wcześniejszych pomiarów 1826 m) na Słowacji, we fragmencie grani głównej Tatr Bielskich, należącym do grani głównej Tatr.
Przełęcz ta jest głębokim obniżeniem grani pomiędzy szczytami: Płaczliwą Skałą (Ždiarska vidla, 2145 m) oraz Szalonym Wierchem (Hlúpy vrch, 2061 m). Na północną stronę do najwyższej części  Doliny Szerokiej opada dość łagodnie trawiasty stok z pojedynczymi skałami krystalicznymi. Na południowy zachód do Doliny Zadnich Koperszadów spod przełęczy opada również trawiasty, średnio stromy Koperszadzki Żleb. Powyżej przełęczy w zboczu Płaczliwej Skały znajduje się Zadnia Płaczliwa Kazalnica (1918 m).
Z Szerokiej Bielskiej Przełęczy rozciąga się w południowym kierunku szeroka panorama widokowa na Tatry Wysokie. W północnym kierunku widoczne są Pieniny, Beskidy, Pogórze Spiskie i w dole miejscowość Zdziar.
Nazwa przełęczy pochodzi od jej kształtu lub od sąsiedniego Szerokiego Pola. Przymiotnik Bielska dodaje się w celu odróżnienia od Szerokiej Przełęczy Jaworzyńskiej, oddzielającej masyw Szerokiej Jaworzyńskiej od Jaworowych Turni.
Przejście przez przełęcz znane jest od dawna – już ok. 1765 r. był na niej brat Cyprian z Czerwonego Klasztoru. Szlak przez Szeroką Przełęcz był zamknięty w latach 1980–1993, po ponownym otwarciu na wniosek urbariatu Zdziaru został przekształcony w jednokierunkową ścieżkę dydaktyczną, znakowaną zielonym kolorem. Od 15 czerwca 2009 r. szlak jest znakowany na czerwono i dostępny w obie strony.

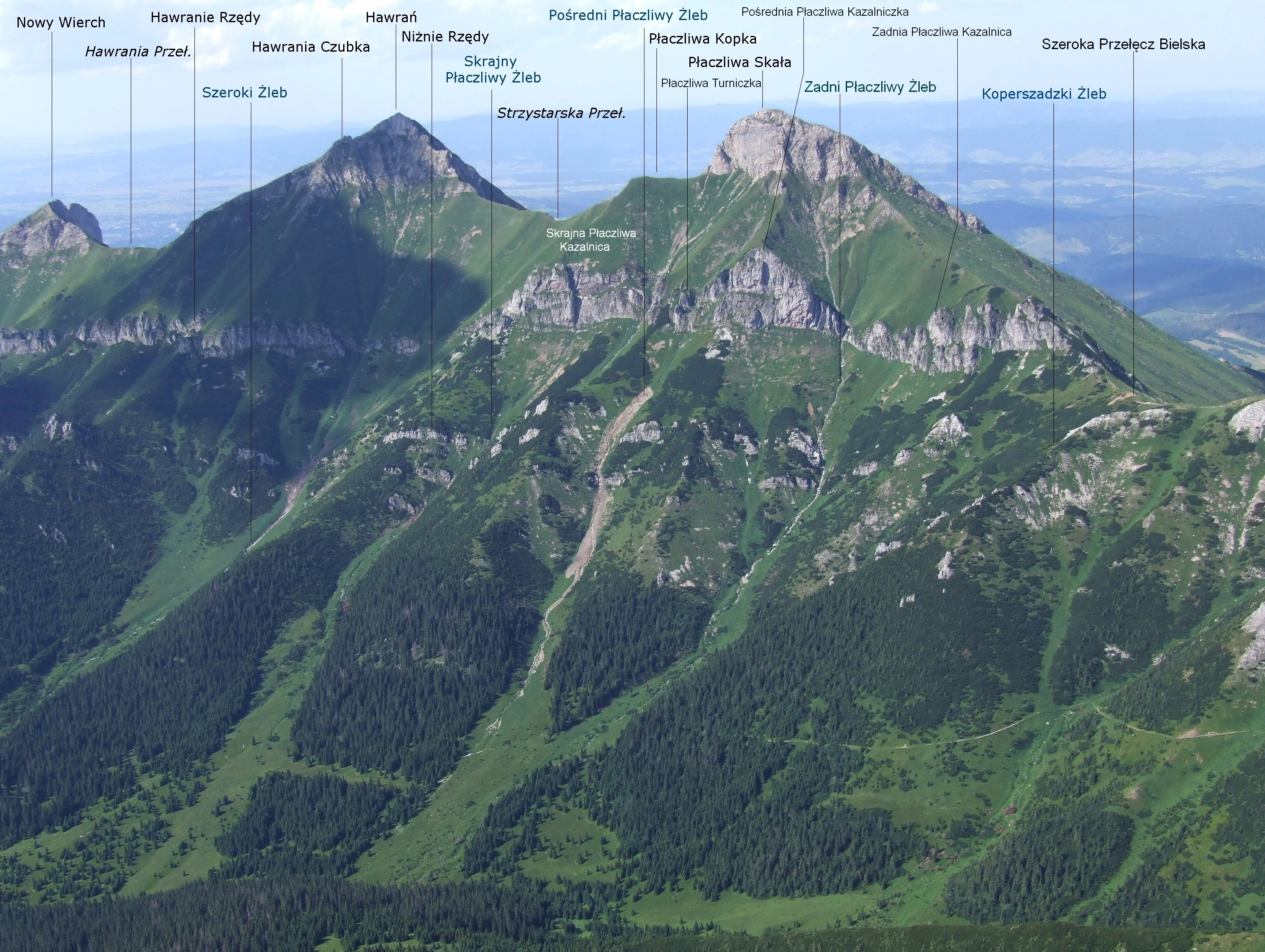
Szeroka Przełęcz Bielska po prawqej stronie
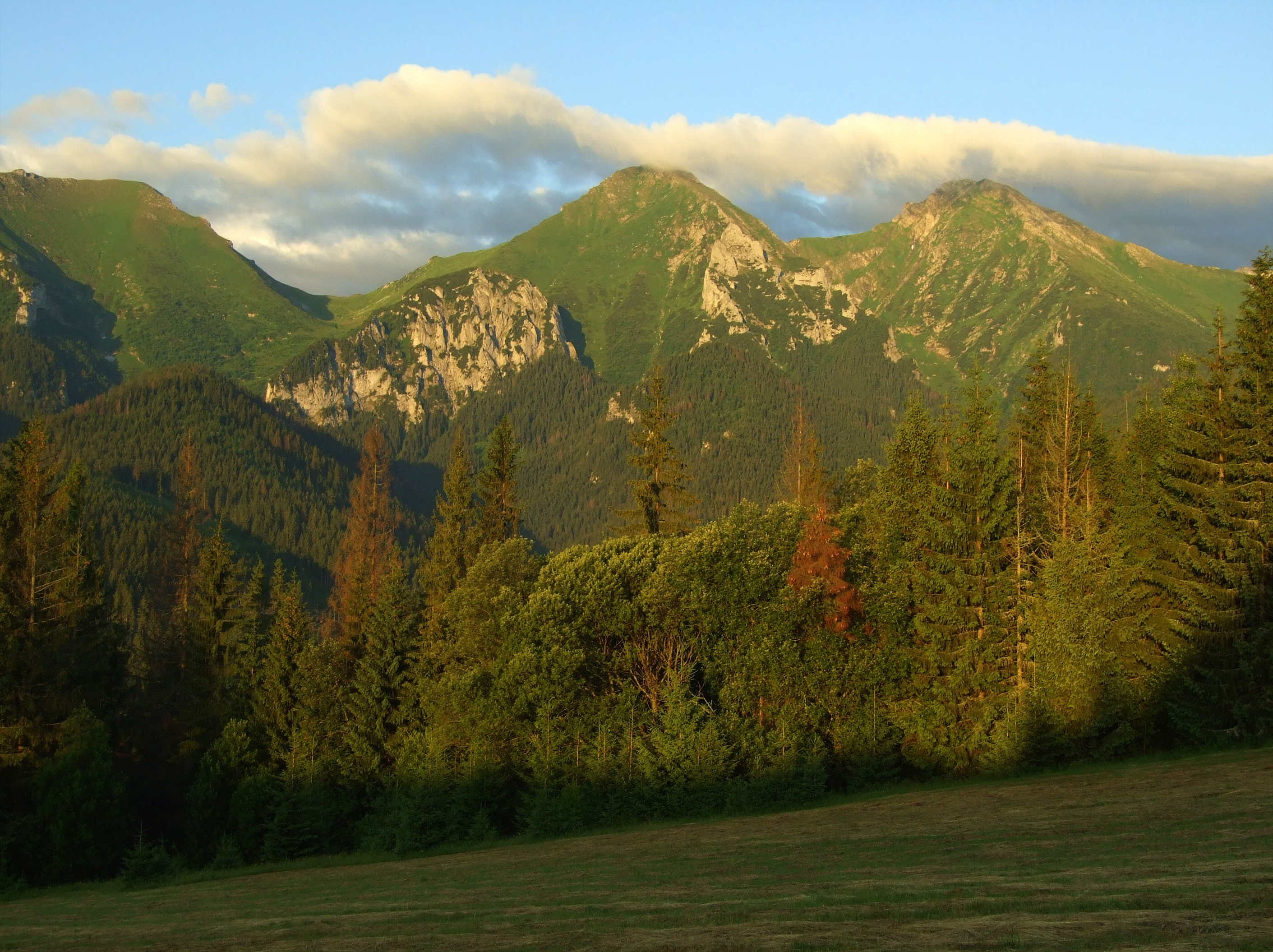
Widok od północy. Szeroka przełęcz po lewej stronie
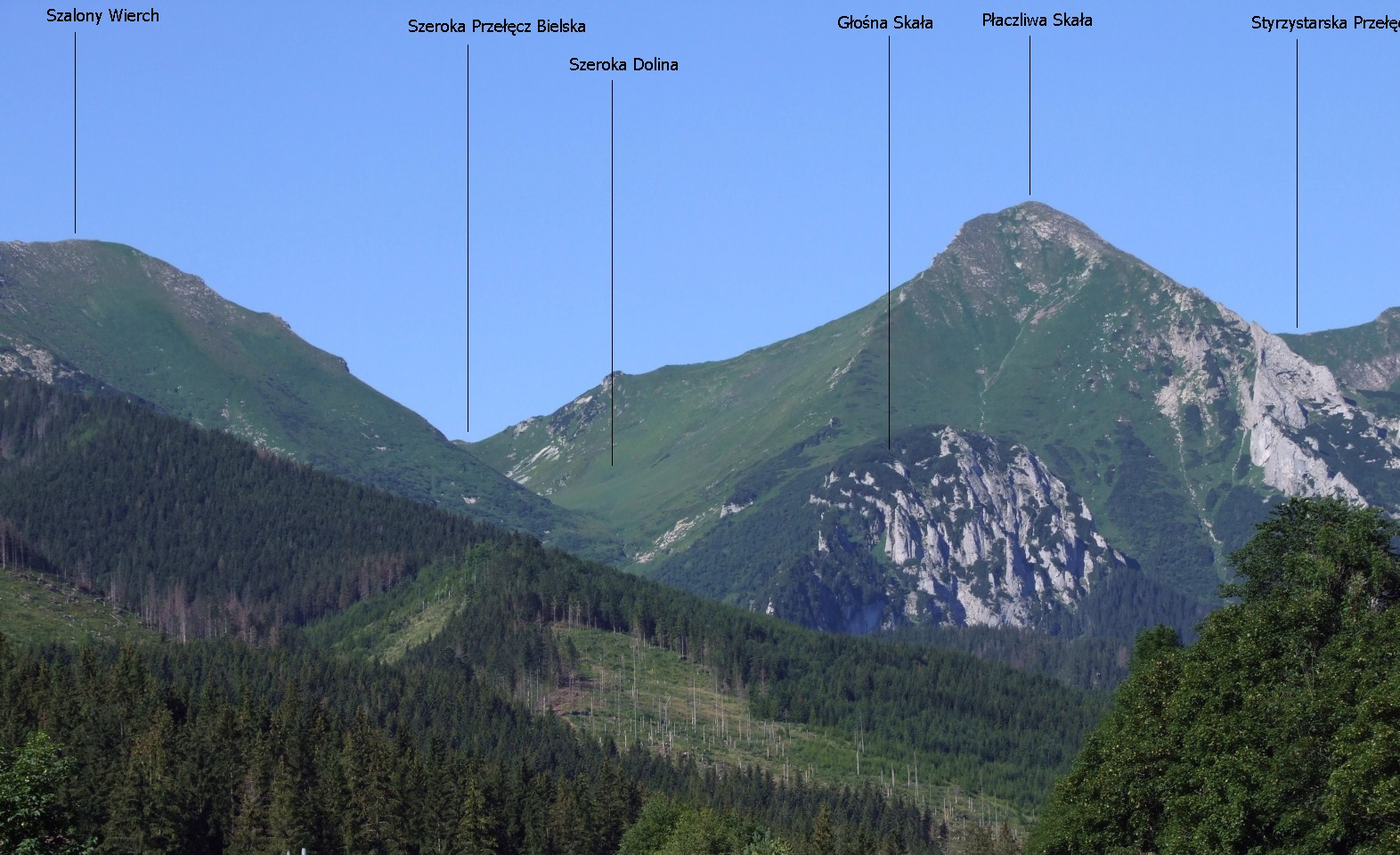
Widok od północy
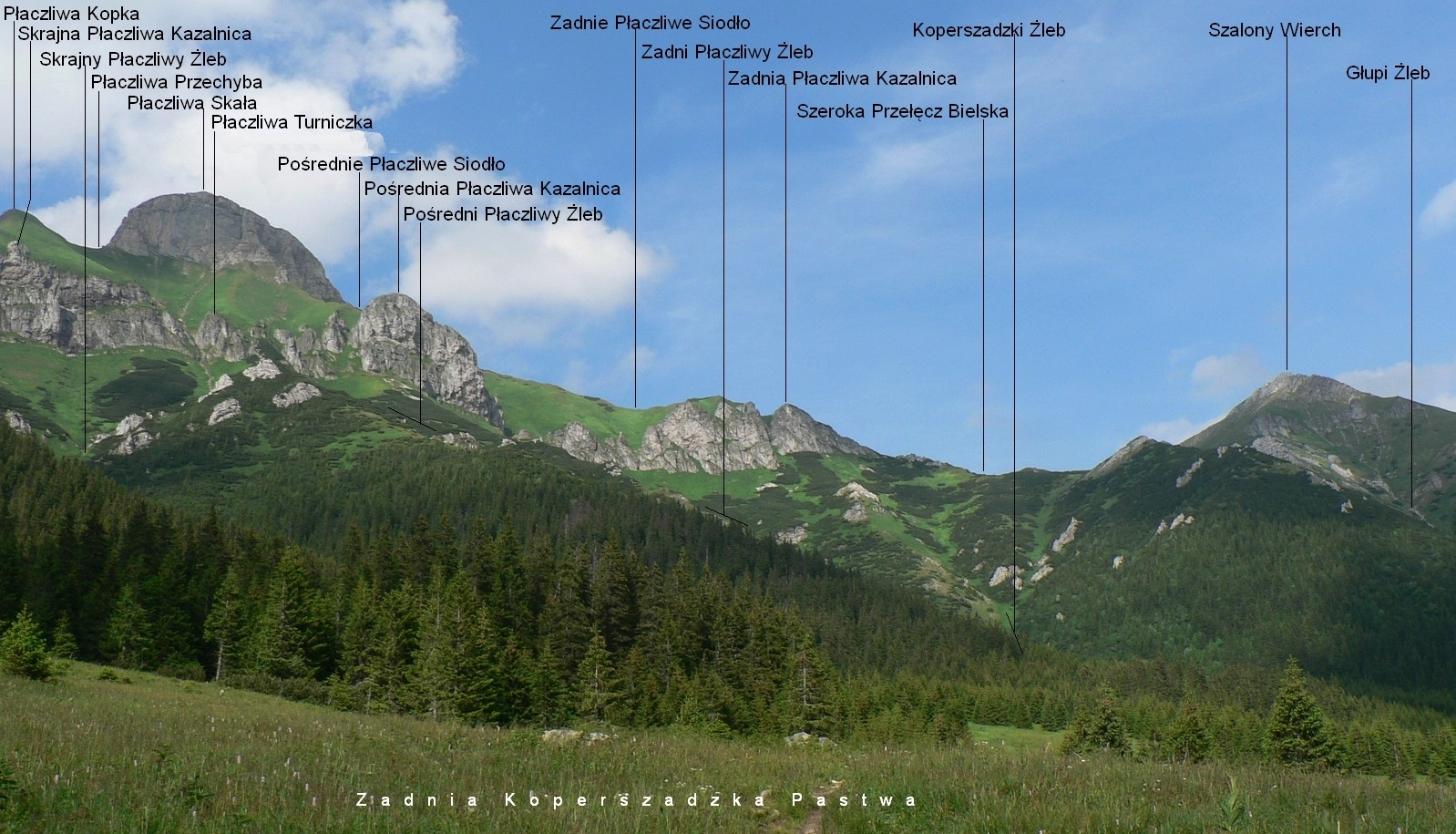
Widok z Zadniej Koperszadzkiej Pastwy

## Szlaki turystyczne
Szeroka Przełęcz jest jedyną przełęczą w głównym grzbiecie Tatr Bielskich, na którą prowadzi znakowany szlak turystyczny.
  Zdziar – Dolina Mąkowa – Dolina do Regli – Dolina Szeroka Bielska – Szeroka Przełęcz Bielska – Szalony Przechód – Przełęcz pod Kopą. Suma podejść 1075 m, czas przejścia: 3.55 h, ↓ 3.10 h